# 9079 Gesner
9079 Gesner eller 1994 PC34 är en asteroid i huvudbältet som upptäcktes den 10 augusti 1994 av den belgiske astronomen Eric W. Elst vid La Silla-observatoriet. Den är uppkallad efter Conrad Gesner.
Asteroiden har en diameter på ungefär 9 kilometer och den tillhör asteroidgruppen Eos.